# Molen Ten Broecke

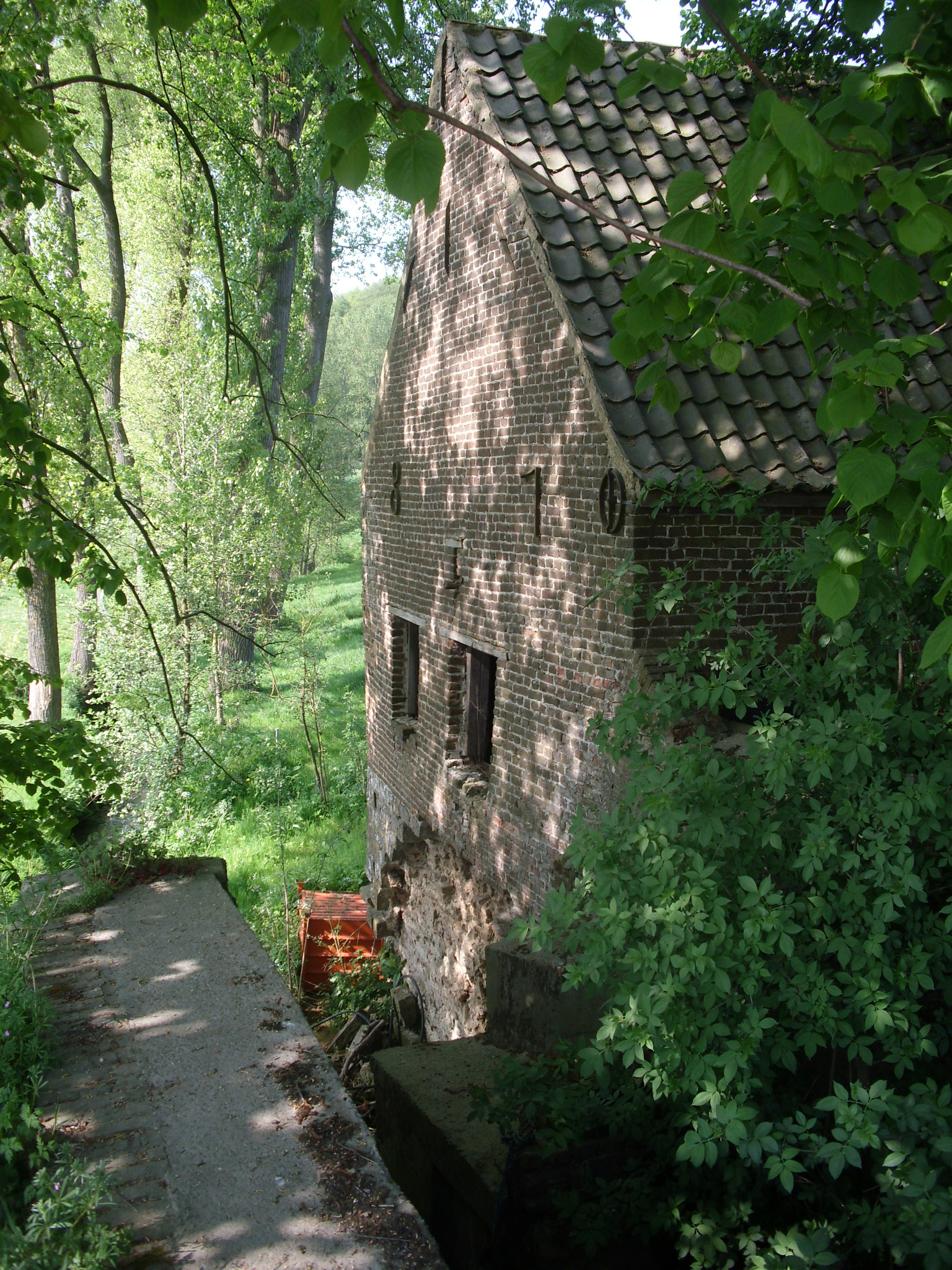

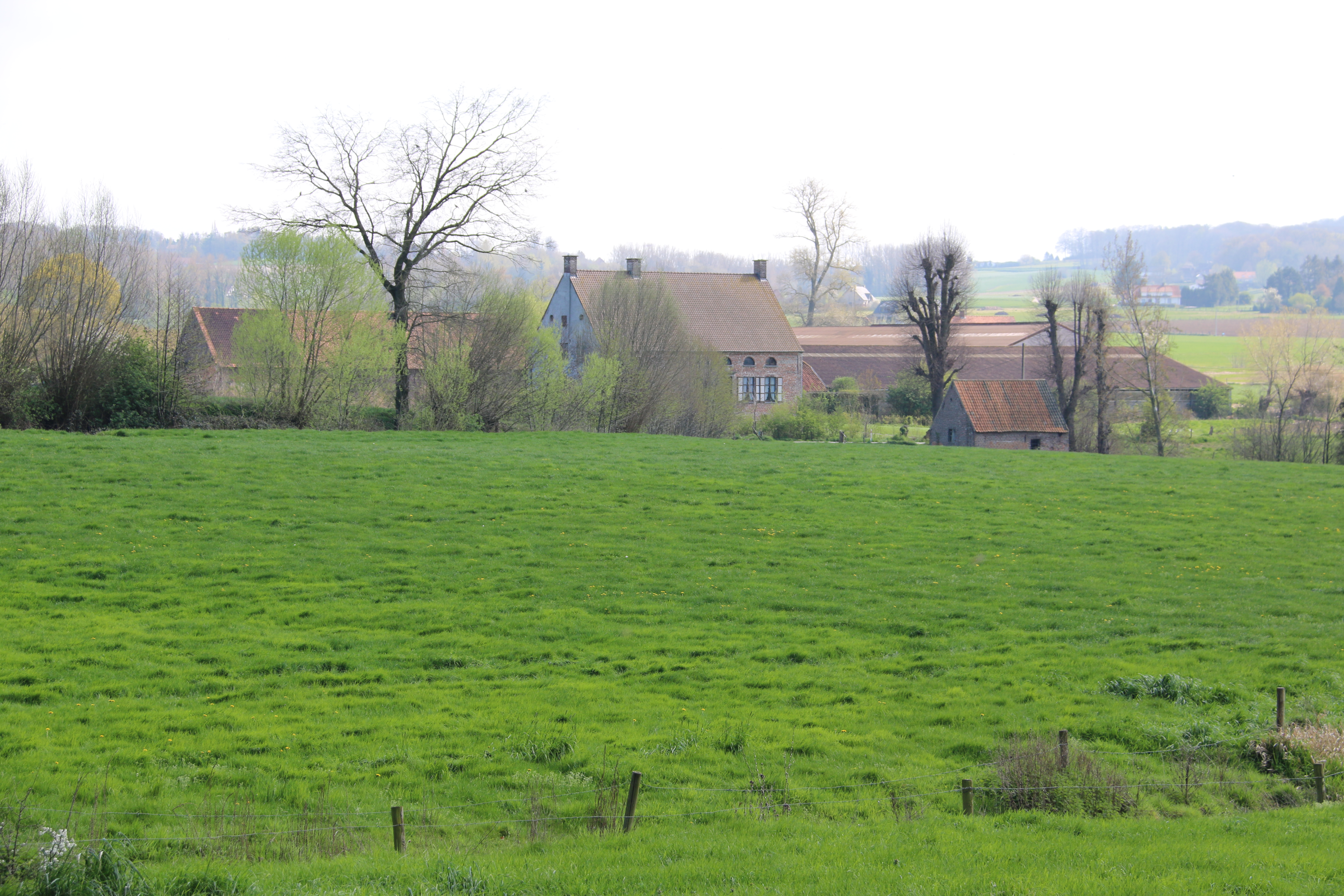

De Molen Ten Broecke of Ten Broeckemolen is een voormalige watermolen op de Molenbeek aan de Kapoenstraat in Zulzeke (Kluisbergen). De bovenslagmolen hoorde bij het Hof Ten Broecke, en site met walgrachten, die als foncier hoorde bij de gelijknamige heerlijkheid. Enkel het molenhuis en de strekdam zijn nog bewaard gebleven.
- Inventaris van het Bouwkundig Erfgoed (Vlaanderen): 28448